# Veckans svensk
Veckans svensk är ett studio- och inslagsbaserat program som direktsänds på fredagskvällar 22:25 i TV4 med start 2 februari 2013. I varje program tävlar ett gäng svenskar som utmärkt sig under veckans gång om titeln "veckans svensk". Tittarna nominerar de tävlande och vinnaren utses av tittarna genom använda Instagram och Facebook. I programmet redovisas också Eurojackpot.
Programledare är Pär Lernström tillsammans med resande reportrarna Kakan Hermansson och Kalle Zackari Wahlström. Produktionsbolaget bakom programmet är Mexiko Media.
Premiäravsnittet den 2 februari sågs av 342 000 men vid tredje avsnittet hade antalet tittare sjunkit till 187 500.